# Nickelodeon Kids’ Choice Awards 1997

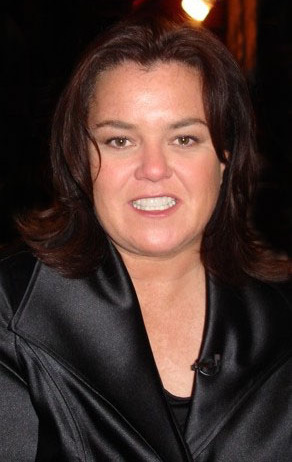
Moderatorin war die Schauspielerin Rosie O’Donnell (2006)

Die Nickelodeon Kids’ Choice Awards 1997 (KCA) fanden am 19. April 1997 im Grand Olympic Auditorium in Los Angeles statt. Es war die 10. US-amerikanische Preisverleihung der Blimps. Dabei handelt es sich um orangefarbene, zeppelinförmige Trophäen mit dem Logo des Senders Nickelodeon, die in 15 Kategorien vergeben wurden. Darüber hinaus erhielt der Schauspieler Will Smith den goldenen Hall of Fame Award. Moderatorin der Verleihung war Rosie O’Donnell, die bereits im Vorjahr Whitney Houston in Einspielern assistierte. Der frühere American-Football-Spieler Terry Bradshaw übernahm die Co-Moderation.

## Live-Auftritte
Die Band Savage Garden spielte den Song I Want You und das Trio Immature präsentierte Watch Me Do My Thing. Jewel sang ihren Song You Were Meant for Me. Außerdem trat der Rapper Coolio auf.

## Schleimduschen
Zur Belustigung erhalten jedes Jahr Prominente eine grüne Schleimdusche. Nickelodeon versteht dies als höchste Würdigung. Im Jahr 1997 war Rosie O’Donnell an der Reihe.

## Kategorien
Im Vorfeld konnte per Telefon und auf dem Postweg abgestimmt werden. In Werbekooperationen waren hierzu Cornflakes-Packungen Telefonkarten beigelegt, und in den Filialen der Schnellrestaurantkette McDonald’s konnten Stimmzettel ausgefüllt werden.
Die Gewinner sind fett angegeben.

### Fernsehen
| - Hör mal, wer da hämmert - All That - America’s Funniest Home Videos - Gänsehaut – Die Stunde der Geister - Rugrats - Ace Ventura - Animaniacs - Die Simpsons | - Tia & Tamera Mowry – Sister, Sister - Courteney Cox – Friends - Jennifer Aniston – Friends - Roseanne Barr – Roseanne - Tim Allen – Hör mal, wer da hämmert - Jonathan Taylor Thomas – Hör mal, wer da hämmert - LL Cool J – Ein schrecklich nettes Haus - Michael J. Fox – Chaos City |

### Film
| - Independence Day - Der verrückte Professor - Happy Gilmore - Twister - Rosie O’Donnell – Harriet, die kleine Detektivin - Michelle Pfeiffer – Tage wie dieser … - Whitney Houston – Rendezvous mit einem Engel - Whoopi Goldberg – Eddie | - Jim Carrey – Cable Guy – Die Nervensäge - Robin Williams – Jack - Tom Cruise – Mission: Impossible - Will Smith – Independence Day |

### Musik
| - Fugees - Killing Me Softly – Fugees | - Coolio |

### Sport
| - Kristi Yamaguchi - Shaquille O’Neal | - Green Bay Packers |

### Andere
| - NBA Jam Tournament Edition - Donkey Kong Country 2: Diddy’s Kong Quest - Super Mario 64 - Toy Story (Spiel zum Film) | - Pongo – 101 Dalmatiner - Chance – Ein Tierisches Trio - Flipper – Flipper - Sassy – Ein Tierisches Trio |

#### Hall of Fame Award
- Will Smith

## Deutschland

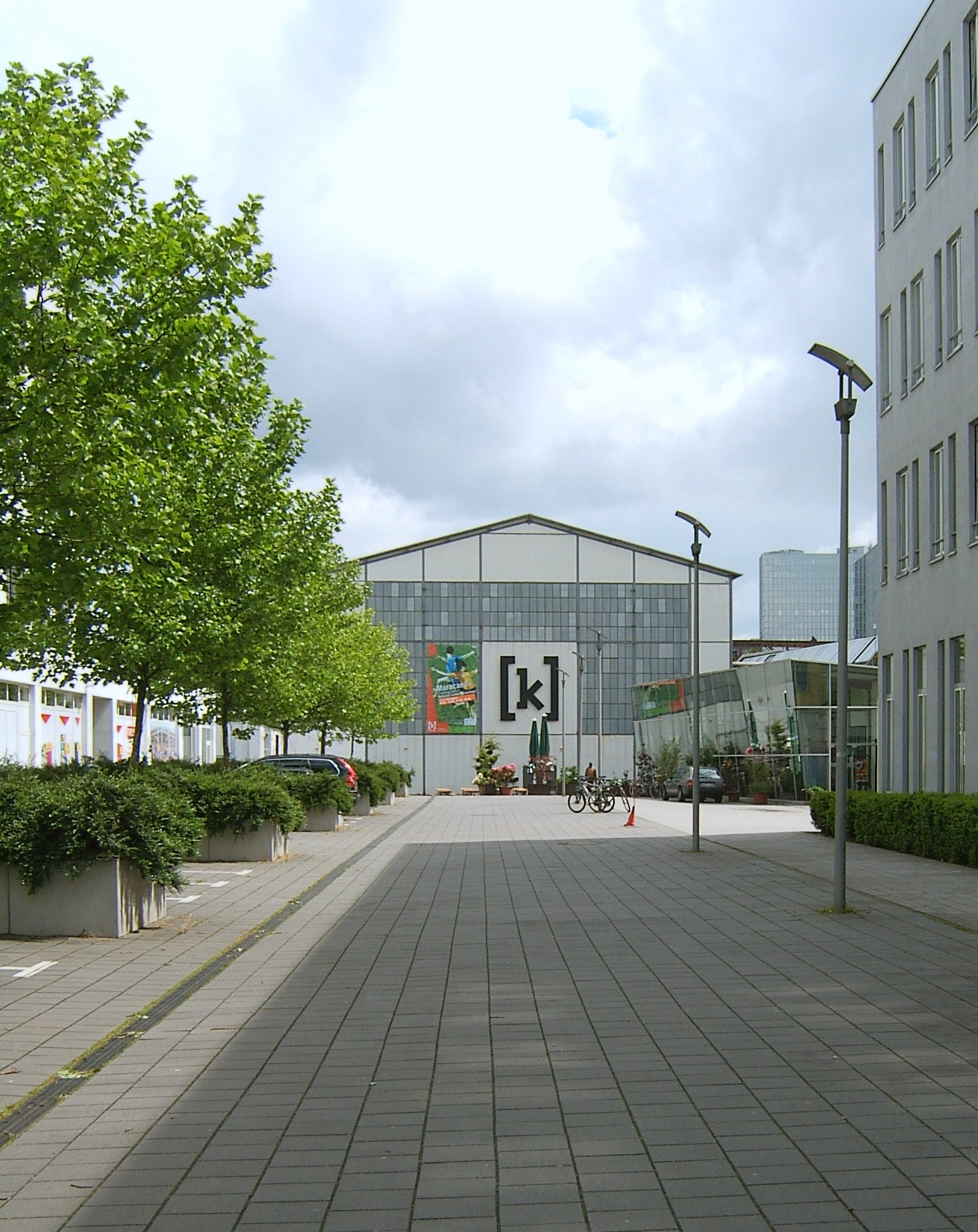
Das Gelände von Kampnagel, dem Veranstaltungsort der Nick-Verleihung ’97

In Deutschland wurde – wie im Vorjahr – am 7. November 1997 in Hamburg eine eigenständige deutsche Verleihung mit dem Titel Nick-Verleihung ’97 veranstaltet, bei der u. a. die Backstreet Boys mit Everybody (Backstreet’s Back) auftraten. Veranstaltungsort war das Kampnagel-Gelände. Die Verleihung wurde am 23. November 1997 ab 18:00 Uhr ausgestrahlt und neben den Nickelodeon-Stammmoderatoren von Loretta Stern und dem Rapper Der Wolf moderiert. Die Gewinner erhielten einen Blimp, der im deutschen Pendant Zeppi genannt wurde.

### Kategorien
Die Zuschauer konnten im Vorfeld per Postkarte in neun Kategorien über ihre Favoriten abstimmen, Einsendeschluss war der 15. Oktober 1997. Unter allen Einsendungen wurde eine Reise zu den Nickelodeon-Studios in Florida verlost, weiter wurden zwei Reisen zur Nick-Verleihung und weitere Preise verlost.
Die Gewinner sind fett angegeben.
| - Backstreet Boys - Tic Tac Toe - Hanson                  | - William Shakespeares Romeo + Julia - 101 Dalmatiner - Harriet, die kleine Detektivin |
| - Kommissar Rex - Wuff - Flipper                          | - Berts Katastrophen - Ben liebt Anna - Pippi Langstrumpf                              |
| - Rita Süssmuth - Joschka Fischer - Gerhard Schröder      | - Nickelodeon-Moderatoren - Jasmin Gerat - Mola Adebisi                                |
| - Rugrats - Die Simpsons - Der rosarote Panther           | - Michael Schumacher - Jan Ullrich - Steffi Graf                                       |
| - Leonardo DiCaprio - Andreas Brucker - Melissa Joan Hart |                                                                                        |